# 1993 en Érythrée
Chronologie de l’Érythrée
- 1989
- 1990
- 1991
- 1992
- 1993
- 1994
- 1995
- 1996
- 1997

Cette page présente les faits marquants de l'année 1993 en Érythrée, à partir de son indépendance.

## Évènements

### Mai
- 24 mai :
  - l'Érythrée est officiellement proclamée État souverain[1].
  - le drapeau officiel de l'Érythrée est adopté.

- 28 mai : L'Érythrée devient officiellement le 182e État membre de l'Organisation des Nations unies[1].

### Juin
- 11 juin : les États-Unis établissent des relations diplomatiques avec l'Érythrée.
- 22 juin : l'Érythrée est mentionnée pour la première fois dans une mission onusienne (UNOSOM II), une lettre étant directement envoyée à son président[2].

### Août
- 3 août : le Mexique établit des relations diplomatiques avec l'Érythrée.

### Septembre
- 30 septembre : à New York, Isaias Afwerki, le président érythréen, prononce un discours à l'ONU, marquant la reconnaissance internationale en tant qu'État souverain.

### Octobre
- 4 octobre : la pape Jean-Paul II reçoit les évêques d'Éthiopie et d'Érythrée[3].
- 7 octobre : le théâtre d'Asmara réouvre, marquant un renouveau culturel dans le nouveau pays[4].

### Novembre
- 16 novembre : le Royaume-Uni établit des relations diplomatiques avec l'Érythrée.

### Décembre
- 10 décembre : la Corée du Sud établit des relations diplomatiques avec l'Érythrée.
- 28 décembre : le Danemark établit des relations diplomatiques avec l'Érythrée.